# Constantin Marcus
Constantin Marcus (* 6. September 1806 in Insterburg; † 15. März 1865 in Gumbinnen) war ein deutscher Lehrer und Politiker.

## Leben
Marcus wuchs in Insterburg auf und studierte nach dem Abitur an der Albertus-Universität Königsberg. 1829 gehörte er zu den Stiftern des Corps Littuania, nachdem er sich zuvor dem Littauerkränzchen innerhalb der burschenschaftlichen Allgemeinheit Königsberg angeschlossen hatte.
Nach Abschluss der Ausbildung wurde Marcus Lehrer. Ab 1840 war er Konrektor der Mädchenschule in Bartenstein. 1848/49 war er für den Wahlbezirk Friedland Mitglied der Frankfurter Nationalversammlung in der Fraktion Landsberg. Er votierte dort als einziger ostpreußischer Parlamentarier für die Abschaffung des Adels.